# La famiglia di Topolino/Ninna nanna
La famiglia di Topolino/Ninna nanna  è l'ultimo singolo discografico di Daniela Goggi, pubblicato nel 1986.

## Descrizione
La famiglia di Topolino era la sigla del varietà televisivo per ragazzi Pista!, contenitore di cartoni animati Disney in onda nel pomeriggio di Raiuno, affiancata nella conduzione da Maurizio Nichetti. La famiglia di Topolino è stato inserito all'interno dell'album La famiglia di Topolino e in altre raccolte.
Il brano è stato scritto e musicato da Bruno Lauzi, su arrangiamento di Sante Palumbo. Il lato B, Ninna nanna, era un brano della Goggi senza alcuna attinenza col programma, scritto da Michele Piccoli, Sergio Menegale e Renato Pareti.

## Tracce
1. La famiglia di Topolino – 3:10 (Bruno Lauzi e Sante Palumbo)
2. Ninna nanna – 3:16 (Michele Piccoli, Sergio Menegale, Renato Pareti e Franco Pisano)